# 雅温得城市机场
雅溫得城市機場（法語：Aéroport de Yaoundé-Ville），是喀麦隆首都雅温得的一座機場，位於雅温得市中心。由於雅溫得城市機場定為軍民合用機場，但為了區別雅溫得以外的雅温得-恩西马兰国际机场。